# Déclaration commune de Varsovie
La déclaration commune de Varsovie, officiellement la déclaration commune sur le renforcement de la coopération pratique, est une déclaration signée par le président de la Commission européenne, le président du Conseil européen et le secrétaire général de l'Organisation du traité de l'Atlantique nord le 8 juillet 2016. Elle a été adoptée dans le cadre du sommet UE-OTAN de Varsovie de juillet 2016.

## Sources